# Norvège aux Jeux olympiques d'été de 1984
La Norvège participe aux Jeux olympiques d'été de 1984 à Los Angeles. 103 athlètes norvégiens, 84 hommes et 19 femmes, ont participé à 76 compétitions dans 17 sports. Ils y ont obtenu 3 médailles : 1 d'argent et 2 de bronze.

## Médailles
| Médaille | Discipline | Épreuve                | Athlète                               | Performance | Date |
| -------- | ---------- | ---------------------- | ------------------------------------- | ----------- | ---- |
| Or       | athlétisme | Marathon               | Grete Waitz                           |             |      |
| Bronze   | Cyclisme   | Course en ligne hommes | Dag Otto Lauritzen                    |             |      |
| Bronze   | Aviron     | Deux sans barreur      | Hans Magnus Grepperud et Sverre Løken |             |      |